# Cao đẳng Sư phạm Bielsko-Biala
Trường Cao đẳng Sư phạm Bielsko-Biala là một tổ chức giáo dục ở Ba Lan. Được thành lập vào năm 1991, Trường Cao đẳng Sư phạm ở Bielsko-Biała tiếp tục truyền thống đào tạo giáo viên lâu đời hơn thế kỷ ở thành phố và khu vực. Đây là trường cao đẳng đào tạo giáo viên lớn nhất trong cả nước. Hiện tại nó đào tạo và giáo dục sinh viên trong năm chuyên ngành:
- Ngôn ngữ Ba Lan, thông tin khoa học và thư viện,
- giáo dục sớm,
- toán học với tin học,
- giáo dục đặc biệt - sư phạm phục hồi chức năng với các yếu tố phòng ngừa,
- giáo dục đặc biệt - oligophrenopedagogy.

Tất cả các hoạt động giáo dục được thực hiện dưới sự giám sát học tập của các trường đại học nổi tiếng:
- Đại học Jagiellonian ở Kraków (tiếng Ba Lan: Uniwersytet Jagielloński)
- Học viện sư phạm ở Krakow (tiếng Ba Lan: Akademia Pedagogiczna w Krakowie)
- Đại học Silesia in Katowice (tiếng Ba Lan: Uniwersytet Śląski)
- Học viên Jan Dlugosz ở Czestochowa (tiếng Ba Lan: Akademia im. Jana Długosza w CzęstochowieJana Długosza w Częstochowie containing Polish-language text)

Sinh viên tốt nghiệp nhận được một lần bằng tốt nghiệp Cao đẳng và bằng BA (Licencjat) được trao bởi một trong hai trường đại học giám sát. Điều này cho phép họ tiếp tục nghiên cứu MA của họ ở đó. 

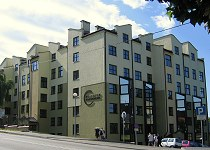
Tòa nhà A
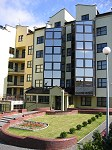
Ký túc xá sinh viên
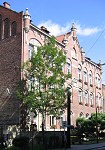
Tòa nhà B
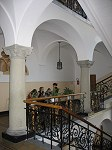
Tòa nhà B bên trong
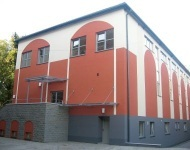
Nhà thể thao

## liên kết ngoài
- Trang web chinh thưc